# ハイブリッジの戦い
ハイブリッジの戦い（ハイブリッジのたたかい、英: Battle of High Bridge）は、南北戦争も最終盤となった1865年4月6日から7日に、バージニア州プリンスエドワード郡とカンバーランド郡に跨るファームビルの北東約4マイル (6.4 km) で起きたアポマトックス方面作戦の2度にわたる戦闘である。4月6日の戦闘のみをハイブリッジの戦いと呼ぶことも多い。
1865年4月6日、南軍トマス・ロッサー少将の指揮する騎兵隊が、ファームビルの近くにあるサウスサイド鉄道のハイブリッジとそれより低い位置にある荷車用橋を確保するために頑強に戦った。北軍の大襲撃部隊が、南軍の川の北岸に戻ろうという動きを阻止するために、橋を破壊しようとした。両軍ともに数人の士官が戦死または負傷した。北軍は戦死負傷合計で42名の損失になった。生き残った北軍も約800名が捕虜になった。南軍は約100名の損失となった。北軍のセオドア・リード大佐（名誉准将）と南軍のリューベン・B・ボストン大佐が戦死した。北軍のフランシス・ウォシュバーン大佐と、南軍のジェイムズ・ディアリング大佐（准将とされることが多いが、その任命が確認されていない）が、致命傷を負った。
4月7日、南軍のジェイムズ・ロングストリート中将の後衛部隊が橋を燃やそうとした。南軍は前日に橋を守っており、この日は北軍が橋を渡って追いかけて来ないようにしようとした。北軍第2軍団の部隊が橋を燃やそうとした南軍兵と戦い、南軍部隊を追い返して橋を守ろうとした。鉄道橋の一部が燃やされ、使えなくなったが、北軍は荷車用の橋を救い、その上を第2軍団が渡って、ロバート・E・リー将軍の指揮する北バージニア軍の追撃を続けることができた。この橋を完全に破壊できなかったために、南軍はアポマトックス川の北、ファームビルから北に3マイル (4.8 km) のカンバーランド教会で追いつかれ、戦闘になった（カンバーランド教会の戦い）。

## 背景
ハイブリッジは長さ2,500フィート (760 m)、高さ126フィート (38 m) の、アポマトックス川とその氾濫原に架かるサウスサイド鉄道の橋であり、ファームビルからは北東に約4マイル (6.4 km) にあった。木製の荷車用の橋が鉄道橋の下に架けられていた。アポマトックス方面作戦中に、南軍ロバート・E・リー将軍の北バージニア軍が撤退していた時、南軍は川の北岸を移動していたが、ロングストリートの第1軍団が担当した後衛部隊のみは南岸を進んだ。4月6日は橋を守って南岸の兵士を通し、7日になるとそれを破壊して北軍から南軍の追撃を遅らせる必要があった。北軍はユリシーズ・グラント中将が全軍指揮するポトマック軍、シェナンドー軍、ジェームズ軍を合わせたものだった。
4月6日、ロングストリートはトマス・ロッサー少将の指揮で1,200名の騎兵を派遣し、北軍の襲撃部隊から橋を守らせた。北軍のジェームズ軍を指揮していたエドワード・オード少将が、その参謀長であるセオドア・リード大佐（名誉准将）の下に約900名を派遣して橋を燃やそうとした。この部隊は、オハイオ第123歩兵連隊とペンシルベニア第54歩兵連隊をオハイオ第123歩兵連隊ホレス・ケロッグ中佐が指揮し、さらにフランシス・ウォシュバーン大佐の下にマサチューセッツ第4騎兵隊から3個中隊合計で80名が入っていた。その騎兵隊は南軍の本隊が到着する前に橋に到着し、南軍の装備も貧しい民兵を追い払い、橋の南端を確保した。

## 戦闘
ウォシュバーンが橋に火を点ける準備をしている時に、南軍の騎兵3個旅団が到着し、北軍歩兵部隊に対して下馬しての攻撃を行った。北軍歩兵部隊は約半マイル (800 m) 南にあるワトソンの農家近くで待っていた。ウォシュバーンとその部隊は戦闘の音を耳にして、その歩兵部隊に加勢したが、リードは2個師団を相手にしていることに気付かないままにマサチューセッツ第4騎兵隊に乗馬しての突撃を命じた。この猛烈な突撃で、南軍トマス・T・マンフォード准将の前線を突破し、その後は白兵戦に移った。リードはこの戦闘中に南軍のジェイムズ・ディアリング大佐と銃火を交わし、戦死した。ディアリングも致命傷を負い、4月22日に死んだ。ウォシュバーン大佐も致命傷を負った。南軍が反撃し、突撃してきた騎兵とそれを支援する歩兵とを分離した。さらなる攻撃を行った後に北軍は降伏し、全兵士が戦死、負傷、捕虜となることになった。南軍バージニア第5騎兵隊のリューベン・B・ボストン大佐がこの攻撃中に戦死した。
南軍ジョン・B・ゴードン少将指揮下の第2軍団の残存兵が、同日にあったセイラーズクリークの戦いでの敗北から逃げてきて、このハイブリッジを川の北岸に渡り、一方でウィリアム・マホーン少将の師団が橋を確保した。リー軍の残り部隊はファームビルに移動し、食料を運ぶ輜重隊と出逢った。
4月7日、マホーン隊がハイブリッジと荷車用橋に火を点けようとしている時に、北軍アンドリュー・A・ハンフリーズ少将が指揮する第2軍団が現場に到着した。ハンフリーズ配下のフランシス・C・バーロー准将が指揮する第2師団はメイン第19志願歩兵連隊を含んでおり、これが燃え始めた橋に突進して鉄道橋の大部分を確保し、大きな損傷を防いだ。その部隊は下側の荷車用橋を渡ってリー軍の側面に移動したので、飢え掛けていた南軍は腹を満たす前にその撤退を再開せざるを得なくなった。

## 戦闘の後
ハイブリッジの戦いでは、北軍が800名の捕虜を含めて847名の損失を出し、南軍は4月6日の戦闘で約100名を失ったに過ぎないという事実があるにも拘わらず、戦術的には引き分けと判断されている。これは南軍が戦場から離脱するしかなかったためだった。リー軍は背後に圧力を受けながら西への行軍継続を強いられ、ファームビルで受け取るのを待ち焦がれていた食料を腹に入れる機会も無くしてしまった。次に停止したのは25マイル (40 km) 西のアポマトックス駅だった。そこには南軍の食料を積んだ列車が待っていた。
4月7日夜、リーはグラントから北バージニア軍の降伏を勧告する手紙を受け取った。リーは判断を留保し、北軍に追いつかれる前にアポマトックス駅にその軍が到着できるという一抹の期待を抱いていた。リーは、グラントが提案するであろう「無条件降伏」に降伏の条件を求める曖昧な手紙を返した。